# Slovenske gorice
Slovenske gorice ritkán Szlovén gorice (németül: Windische Bühel) tájegység Szlovéniában, Maribortól keletre. A gorice jelent egyrészt dombokat, másrészt a helyi nyelvjárásban szőlőhegy jelentése is van. A terület lankás, dombos, előalpesi vidék, jellegzetes pannon régió, amelynek fő mezőgazdasági ágazata a mai napig a bortermelés.

## A terület kiterjedése
A Slovenske gorice kiterjedése a mai napig nincs hivatalosan meghatározva. Keleti szomszédja az ún. Prlekija, amely a Muravidék szomszédja. Régen (de sokszor ma is) nem tekintették önálló tájegységnek, hanem a Gorice altájegységének. Voltaképp nincs jelentős természeti határ a két vidék között, a nyelvjárásaikban is kevés a különbség. A népszokások egyezőek, s az adminisztratív beosztások is elmossák a két vidék közti határt. Emiatt két részre osztják a Szlovén goricét: a keleti vagy más néven ormosdi-ljutomeri területre (mely a Prlekija) és a nyugati Goricéra, amelynek határa Maribor városa, az alpesi Kozjak vidék nyugatról és északnyugatról, délről pedig a Ptuj körzetét képező, még pannon vidéknek tekinthető ptuji mező (Ptujsko polje) és az úgyszintén pannon Haloze dombvidék.
A Prlekija nélkül viszont a Slovenske gorice egy elég keskeny sáv lenne. Legnagyobb települése Lenart városa, amely a Slovenske gorice jelképes székhelye. A vidék gazdaságilag és adminisztratív szempontból Mariborhoz kötődik.

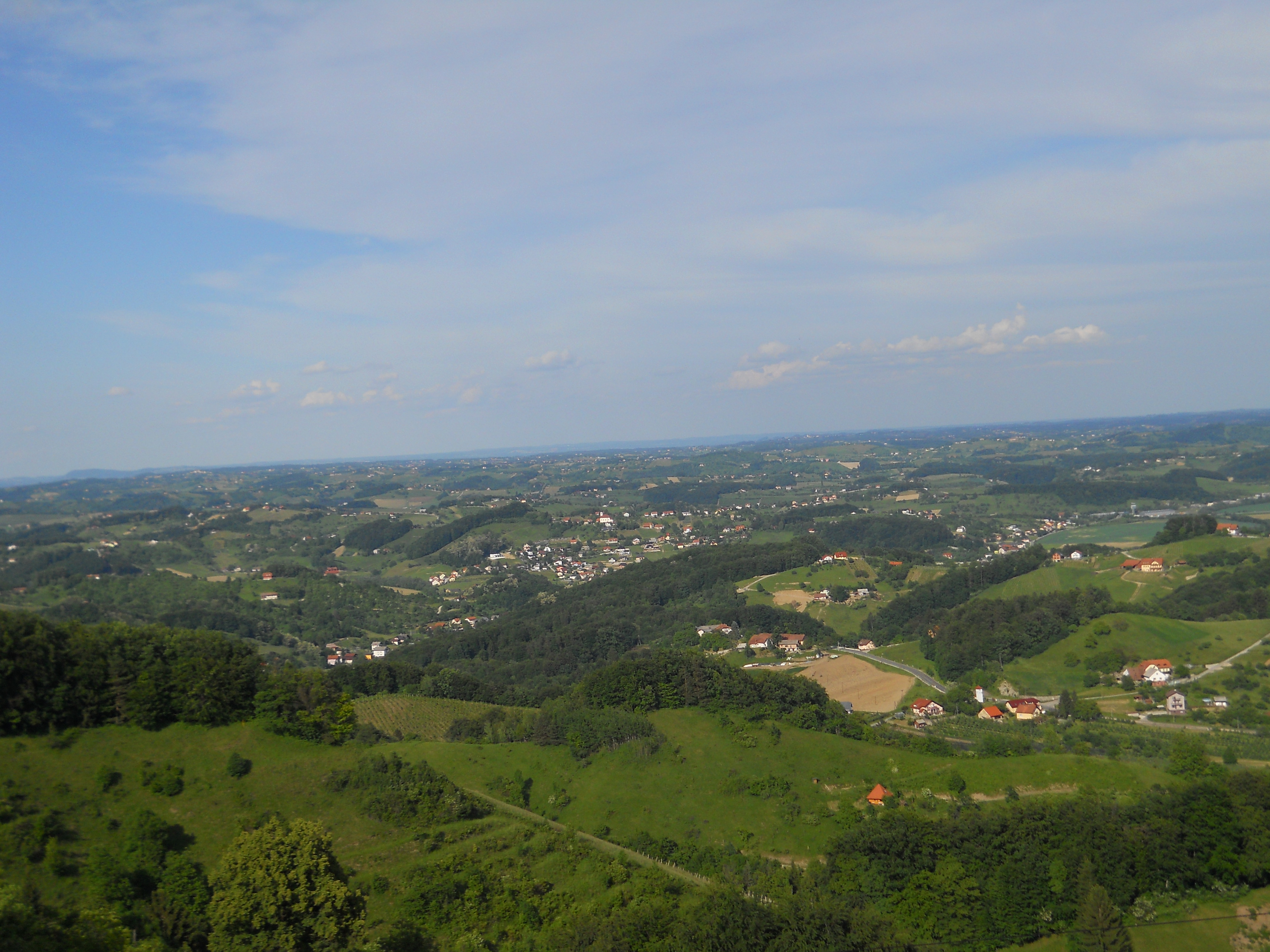
Szlovén goricei táj: Sveti Urban települése.

## Földrajz
Számos alacsony hegygerinc húzódik a területen, amelyek északnyugat-délkelet tájolásúak, ez pedig kedvez a szőlőgazdálkodásnak. Számos patakvölgy szabdalja a tájat. Külön érdekesség, hogy igen sok goricei település ilyen völgyek után kapta a nevét, amelyet szlovénul dol-nak mondanak. Így születtek Jurovski dol, Spodnji Jakobski dol és hasonló településnevek.
Ez a fajta földrajzi tagoltság nem tette lehetővé sűrűbben lakott falvak kialakulását. Csak a szélesebb patakvölgyekben, mint a Velka, a Globovnica és a Jakobski patak mentén nagyobb a lélekszám. Ugyanezeken a helyeken álltak sűrűbben a hajdani paraszti gazdaságok is.
A talaj neogén tengeri üledékes kőzetből épül fel. Éghajlata kontinentális. A völgyek és a dombtetők között nagy a hőmérséklet ingadozás, amely jellemző az egész Prlekijában és a Muravidéken egyaránt. Fagyzugos helyeken és a völgyek alján télen rendkívüli hideg is lehet, kiváltképp hajnali órákban.

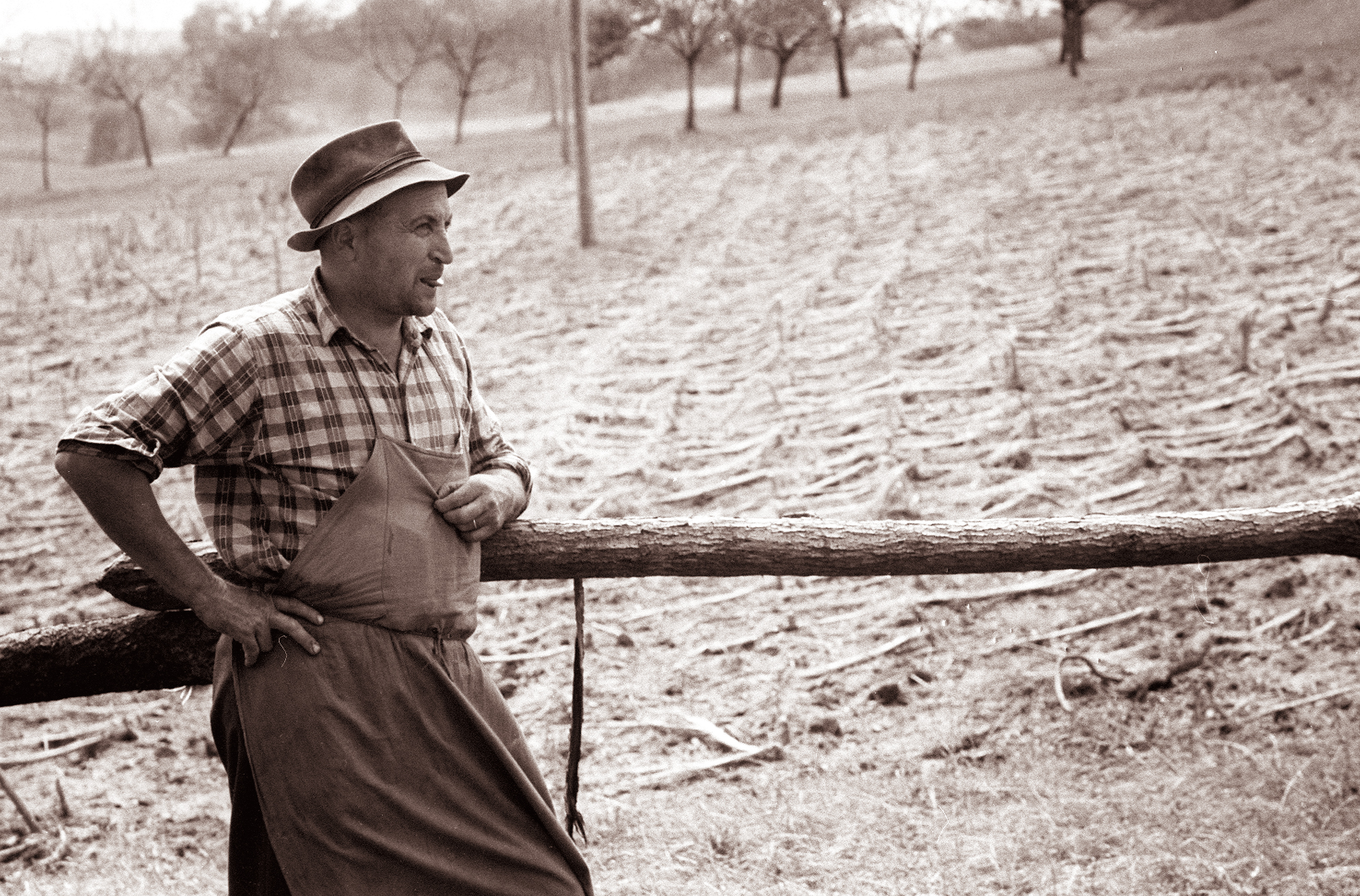
Egy helyi gazda, jellegzetes pannon viseletben, az 1962-es nagy jégverés okozta károkat szemléli a földjén.

## Nyelvjárása
Mind a goricei nyelvjárás, mind a prlekijai nyelvjárás közeli rokonai a vend nyelvnek, amelyet a Muravidéken és Magyarországon beszélnek. Azonban a goricei nyelvjárás is monoftongizáló, kizárólag csak az ü hangot tudják leképezni a beszélői. A magyar jövevényszavak elenyészőek, a prlekijai nyelvjárásban ennél lényegesen jóval több van, ami tulajdonítható annak, hogy a vidéknek Regedén keresztül több kapcsolata volt a történelmi Magyarországgal. Sokkal erősebb a német nyelv és kultúra hatása. Dél felől még némi horvát nyelvi hatás is kimutatható, mivel igen közeli rokonságban áll a goricei nyelvjárás is a kaj nyelvjárással.
Az újabb szakvélemények a vend nyelvet, a prlekijai és goricei nyelvjárást a keletszlovén vagy pedig pannonszlovén nyelvi titulussal illetik, mivel a szlovén nyelv kettős alakuláson ment keresztül. A régi stájerföldi szlovének úgy tekintették, hogy a magyarországi szlovének velük azonos nyelvváltozatot beszélnek, de a Muravidéken már a 18. században kodifikálódott a vend nyelv. Ettől kicsit elkülönülve történt kísérlet stájer területen is a sztandardizálásra, melyet a prlekijai Peter Dajnko próbált kivitelezni, s aki a két itteni vidék nyelvjárásából próbált létrehozni irodalmi nyelvet.